# John Fulton Reynolds

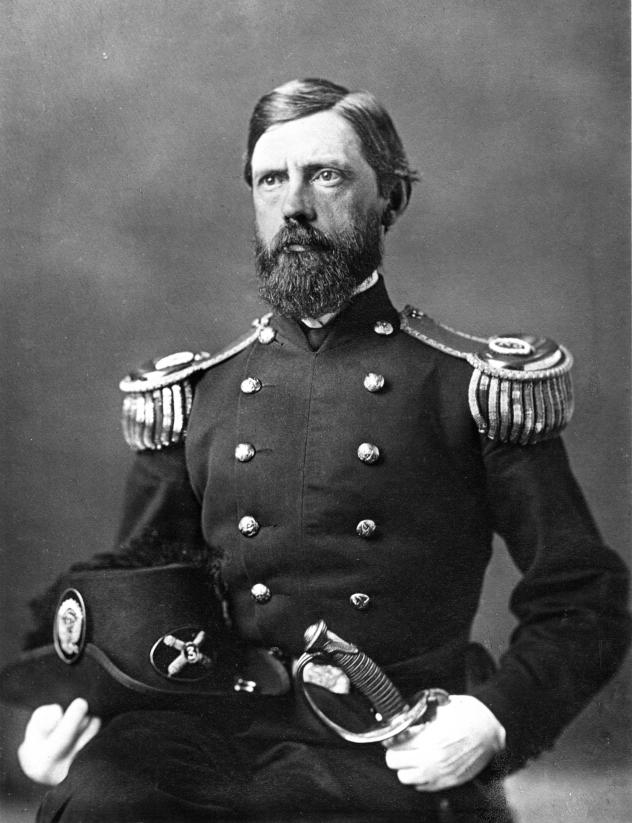
Major General John Fulton Reynolds

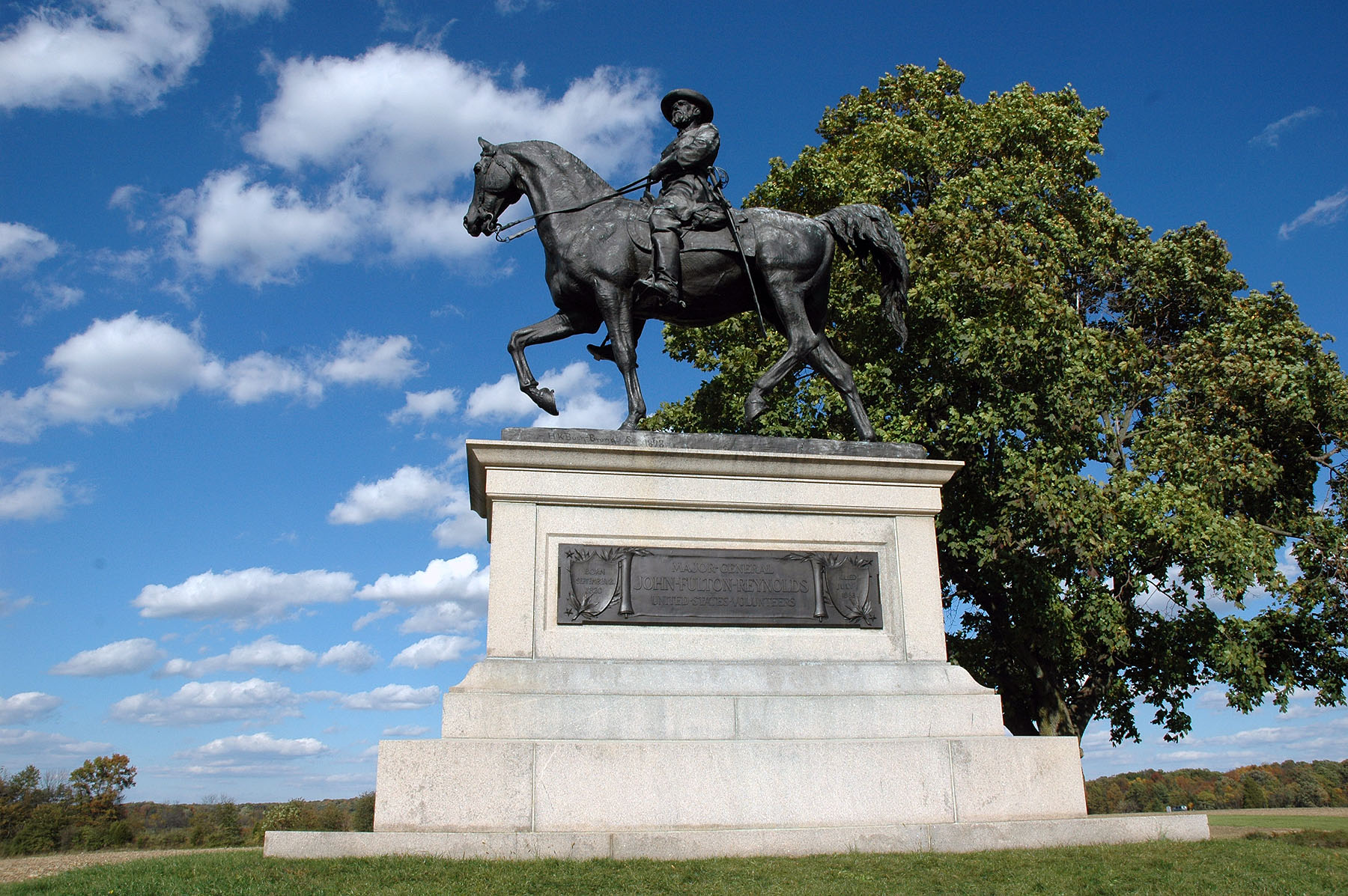
Reiterstatue Reynolds im Gettysburg National Military Park

John Fulton Reynolds (* 20. September 1820 in Lancaster, Pennsylvania; † 1. Juli 1863 in Gettysburg, Pennsylvania) war ein Generalmajor der Union im Sezessionskrieg. 

## Leben
Reynolds wurde in Lancaster, Pennsylvania, als Sohn von John Reynolds (1787–1853) und Lydia Moore Reynolds (1794–1843), geboren. Von seinen acht Geschwistern, die das Erwachsenenalter erreichten, erreichten zwei Brüder ebenfalls hohe militärische Ränge. Sein Bruder Will Reynolds wurde bis zum Konteradmiral befördert, James LeFevre Reynolds diente als Quartiermeister des Wehrbereichs Pennsylvania. John Reynolds wurde durch den Senator James Buchanan, einen engen Freund der Familie, 1837 an die Militärakademie West Point nominiert. 1841 schloss er die Ausbildung als 26. von 50 Kadetten seines Jahrganges ab.
Er nahm im Mexikanisch-Amerikanischen Krieg an den Schlachten von Monterrey und Buena Vista teil und hatte bei Ende der Kampfhandlungen den Brevet-Rang eines Majors erreicht. Bei Ausbruch des Sezessionskrieges erhielt er zunächst als Oberstleutnant den Befehl über das 14. U.S. Infantry-Regiment wurde aber bereits am 20. August 1861 zum Brigadegeneral befördert. Er erhielt den Befehl über eine Brigade der Pennsylvania Reserve und nahm an einigen Kampfhandlungen teil. Reynolds geriet am 27. Juni 1862, nach der Schlacht bei Gaines Mill, in Gefangenschaft. Er kam ins Libby-Gefängnis, wurde aber bereits am 15. August gegen Lloyd Tilghman ausgetauscht. Er erhielt den Befehl über die Pennsylvania Reserves Division und kämpfte bei der Zweiten Schlacht am Bull Run. Ende 1862 übernahm er den Befehl über das I. Korps der Potomac-Armee, welches er bei Fredericksburg führte. Nach der Schlacht erfolgte seine Beförderung zum Generalmajor.
Im Vorfeld der Schlacht von Gettysburg führte er taktisch das I., III. und XI. Korps der Potomac-Armee und Brigadegeneral John Bufords Kavalleriedivision. In den ersten Stunden der Schlacht wurde er im Kampf um McPherson Ridge von einem Scharfschützen erschossen. Vielen galt Reynolds als der beste General in der Armee. Sein Grab befindet sich in Lancaster.